# Oswald Poche
Oswald Poche, född 28 januari 1908 i Brandenburg an der Havel, död 22 september 1962 i Dannenberg, var en tysk SS-Obersturmbannführer och Oberregierungsrat. Han var chef för Gestapo i Frankfurt am Main och 1943 ledde han Einsatzkommando 2 i det av Tyskland ockuperade Sovjetunionen. Från maj 1944 till mars 1945 var Poche kommendör för Sicherheitspolizei (Sipo) och Sicherheitsdienst (SD) i Narvik.

## Gestapo i Frankfurt am Main
I mars 1941 utnämndes Poche till chef för Gestapo i Frankfurt am Main. Gauleitern i Hessen-Nassau, Jakob Sprenger, hade intentionen att göra sitt Gau judenrein ("judefritt"). Mellan den 10 oktober 1941 och den 24 september 1942 organiserade Poche deportationer av omkring 10 000 judar till koncentrations- och förintelseläger.